# Karen King-Aribisala
Karen Ann King-Aribisala (sinh ra ở Guyana), là một tiểu thuyết gia người Nigeria, đồng thời là nhà văn chuyeviết truyện ngắn. Tập truyện của bà, Vợ của chúng tôi và những câu chuyện khác của cô đã xuất sắc giành được giải thưởng Nhà văn thịnh vượng chung năm 1991, Cuốn sách đầu tiên hay nhất châu Phi, và cuốn tiểu thuyết Trò chơi Hangman của cô đã giành được danh hiệu là cuốn sách hay nhất châu Phi năm 2008. Cô cũng được nhiều nhận xét tốt đẹp bởi các Tạp chí Guyana và (trong "Người phụ nữ của Signifyin" được nêu ở phần đề mục dưới đây)
Cô là Phó giáo sư tiếng Anh tại Đại học Lagos. Cô đã giành được các khoản tài trợ từ Quỹ Ford, Hội đồng Anh, Viện Goethe và Quỹ James Michener để thúc đẩy sự nghiệp thành công của mình.

## Công trình tiêu biểu
Cô có nhiều công trình tiêu biểu được xuất bản, và một trong số đó đã trở thành những công trình rất tiêu biểu ở Nigera, vào thập kỷ của cô, bao gồm:
- Vợ của chúng tôi và những câu chuyện khác, Malthouse Press, 1990, ISBN 978-978-2601-59-9
- Đá lưỡi, Heinemann, 1998, ISBN 978-0-435-91200-0
- Trò chơi Hangman, Cây Peepal, 2007, ISBN 978-1-84523-046-3
- Người phụ nữ lá đắng và những câu chuyện khác, Malthouse Press, 2017.

### Hợp tuyển
Một số các tác phẩm của cô, trở thành hợp tuyển xuất sắc và có tầm ảnh hưởng rất lớn ở Nigeria, bao gồm:
- Toyin Adewale-Nduka, Omowunmi Segun, biên tập (1996). Breaking the Silence: an anthology of short stories. WRITA, Women Writers of Nigeria. ISBN 978-978-32456-6-2.CS1 maint: Uses editors parameter (

) maint: Uses editors parameter

- "Kunapipi". Quyển 17. Dangaroo Press. 1995. {{Chú thích tạp chí}}: Chú thích magazine cần |magazine= (trợ giúp)

## Nhận xét
Nhiều tác phẩm đã đưa ra những nhận xét tốt cho các tác phẩm của cô, một trong số đó được trích dẫn ở:
- "Karen King-Aribisala: Trò chơi của Hangman" Lưu trữ ngày 25 tháng 1 năm 2013 tại archive.today, Tạp chí Guyana, Frank Birbalsingh, tháng 11 năm 2008
- "Một đánh giá về Trò chơi Hangman của Karen King-Aribisala" Lưu trữ ngày 20 tháng 7 năm 2019 tại Wayback Machine, Người phụ nữ của Signifyin, ngày 19 tháng 4 năm 2008